# Larry Warbasse
Lawrence ("Larry") Warbasse (Dearborn, 28 juni 1990) is een Amerikaans wielrenner die anno 2025 rijdt voor Tudor Pro Cycling Team.

## Carrière
In 2012 mocht Warbasse stage lopen bij BMC Racing Team, waarna hij een tweejarig profcontract tekende. Zijn enige professionele UCI-overwinning boekte hij in de vierde etappe van de Ronde van Zwitserland 2017.

## Overwinningen
2013
2e etappe Ronde van Qatar (ploegentijdrit)
2017
4e etappe Ronde van Zwitserland
 Amerikaans kampioen op de weg, Elite

## Resultaten in voornaamste wedstrijden
| Jaar | Ronde van Italië | Ronde van Frankrijk | Ronde van Spanje |
| ---- | ---------------- | ------------------- | ---------------- |
| 2014 |                  |                     | 74e              |
| 2015 |                  |                     | 38e              |
| 2016 | opgave           |                     | 49e              |
| 2017 |                  |                     | opgave           |
| 2018 |                  |                     |                  |
| 2019 | 52e              |                     |                  |
| 2020 | 17e              |                     |                  |
| 2021 | 41e              |                     |                  |
| 2022 |                  |                     |                  |
| 2023 | 44e              |                     | 44e              |
| 2024 | 37e              |                     |                  |
| 2025 | 68e              |                     |                  |

| Jaar | Milaan-San Remo | Amstel Gold Race | Luik-Bast.‑Luik | Ronde van Lombardije | Waalse Pijl |  | WK op de weg |  | Wereldranglijsten |
| ---- | --------------- | ---------------- | --------------- | -------------------- | ----------- |  | ------------ |  | ----------------- |
| 2014 |                 |                  |                 | opgave               | opgave      |  |              |  | 209e (UWT)        |
| 2015 |                 |                  | opgave          | opgave               | 59e         |  |              |  |                   |
| 2016 |                 | 44e              | 116e            | opgave               | 95e         |  |              |  | 110e (UWT)        |
| 2017 |                 |                  | 32e             |                      |             |  |              |  |                   |
| 2018 |                 | 59e              | 66e             |                      |             |  |              |  |                   |
| 2019 | 70e             | 47e              | 66e             | 30e                  | 51e         |  |              |  |                   |
| 2020 | 64e             |                  |                 | 55e                  |             |  |              |  |                   |
| 2021 |                 |                  |                 | 31e                  |             |  |              |  |                   |
| 2022 | 79e             | 62e              | opgave          |                      | 116e        |  |              |  |                   |
| 2023 | 61e             |                  | 80e             | opgave               | 53e         |  | opgave       |  |                   |
| 2024 | 109e            |                  |                 | 34e                  |             |  | 70e          |  |                   |
| 2025 |                 |                  |                 |                      |             |  |              |  |                   |

## Ploegen
- 2012 –  BMC Racing Team (stagiair vanaf 1-8)
- 2013 –  BMC Racing Team
- 2014 –  BMC Racing Team
- 2015 –  IAM Cycling
- 2016 –  IAM Cycling
- 2017 –  Aqua Blue Sport
- 2018 –  Aqua Blue Sport
- 2019 –  AG2R La Mondiale
- 2020 –  AG2R La Mondiale
- 2021 –  AG2R-Citroën
- 2022 –  AG2R-Citroën
- 2023 –  AG2R-Citroën
- 2024 –  Decathlon AG2R La Mondiale
- 2025 –  Tudor Pro Cycling Team

Ballan ·
Blythe · 
Bookwalter · 
Burghardt ·
Cummings ·
Eijssen · 
Evans ·
Frank · 
Gilbert  ·
Hincapie ·
Hushovd ·
Kohler ·
Lodewyck ·
Moinard ·
Morabito ·
Phinney ·
Pinotti ·
Quinziato ·
Roe ·         
Santambrogio ·
Santaromita ·
Schär ·
Tschopp ·
Van Avermaet ·
Van Garderen ·
Wyss ·
Flückiger (stagiair) ·
Warbasse (stagiair) 
Ballan · 
Blythe · 
Bookwalter · 
Burghardt · 
Cummings · 
Eijssen · 
Evans · 
Frank · 
Gilbert  · 
Hushovd · 
Kohler · 
Lander · 
Lodewyck · 
Moinard · 
Morabito · 
Nerz · 
Oss · 
Phinney · 
Pinotti · 
Quinziato · 
Santaromita · 
Schär · 
Van Avermaet · 
Van Garderen · 
Warbasse · 
Wyss · 
Dillier (stagiair) · 
Novák (stagiair) · 
Taramarcaz (stagiair) 
Atapuma · Bookwalter · Burghardt · Cummings · Dennis · Dillier · Eijssen · Evans · Gilbert · Hermans · Hushovd · Kohler · Lander · Lodewyck · Moinard · Morabito · Nerz · Oss · Phinney · Quinziato · Sánchez · Schär · Stetina · Van Avermaet · Van Garderen · Velits · Warbasse · Wyss · Zabel · Davison (stagiair) · Teuns (stagiair) · Vliegen (stagiair) 
Aregger · Brändle · Chavanel · Chevrier · Clement · Coppel · Degand · Denifl · Devenyns · Elmiger · Enger · Frank · Fumeaux · Haussler · Hollenstein · Kluge · Lang · Pantano · Pellaud · Pelucchi · Pineau · Reichenbach · Reynés · Saramotins · Schelling · Tanner · Vangenechten · Warbasse · Wyss
Aregger · Brändle · Chevrier · Clement · Coppel · Denifl · Devenyns · Elmiger · Enger · Frank · Fumeaux · Haussler · Hollenstein · Howard · Kluge · Laengen · Lang · Naesen · Pantano · Pellaud · Pelucchi · Reynés · Saramotins · Tanner · Vangenechten · Warbasse · Wyss · Zaugg
Blythe · Brammeier · Christian · Denifl · Dunne · Fenn · Gate · Hansen · Howard · Irvine · Koning · Kreder · Nordhaug · Pearson · Warbasse · Watson
Archbold · Blythe · Brammeier · Christian · Denifl · Dunbar · Dunne · Fenn · Gate · Hansen · Koning · Kreder · Pearson · Pedersen · Warbasse · Watson
Bagdonas · Bardet · Bidard · Bouchard · Cherel · Chevrier · Cosnefroy · Denz · Dillier · Domont · Dumoulin · Dupont · Duval · Frank · Gallopin · Gastauer · Geniez · Godon · Gougeard · Hänninen · Jauregui · Latour · Naesen · Paret-Peintre · Peters · Vandenbergh · Venturini · Vuillermoz · Warbasse · Champoussin (stagiair) · Hänninen (stagiair) · Jorgenson (stagiair) · Jullien (stagiair)
Bardet · Bidard · Bouchard · Champoussin (vanaf 1 april) · Cherel · Chevrier · Cosnefroy · Dillier · Domont · Duval · Frank · Gallopin · Gastauer · Geniez · Godon · Gougeard · Hänninen · Jauregui · Latour · L. Naesen · O. Naesen · Paret-Peintre · Peters · Tanfield · Vandenbergh · Vendrame · Venturini · Vuillermoz · Warbasse · Jullien (stagiair) · Reugel (stagiair) · Verger (stagiair)
Bidard · Bouchard · Calmejane · Champoussin · Cherel · Cosnefroy · Dewulf · Duval · Franktot en met 20 juni · Gallopin · Gastauer · Godon · Gougeard · Hänninen ·  Jullien · Jungels · L. Naesen · O. Naesen · O'Connor · Paret-Peintre · Peters · Prodhomme · Sarreau · Schär · Touzé · Van Avermaet · Van Hoecke · Vendrame · Venturini · Warbasse · Delphis (stagiair) · Lapeira (stagiair) · Retailleau (stagiair)
Berthet · Bouchard · Calmejane · Champoussin · Cherel · Cosnefroy · Dewulf · Gall · Godon · Hänninen ·  Jullien · Jungels · Lapeira · L. Naesen · O. Naesen · O'Connor · A. Paret-Peintre · V. Paret-Peintre · Peters · Prodhomme · Raugel · Retailleau (vanaf 1/8) · Sarreau · Schär · Touzé · Van Avermaet · Van Hoecke · Vendrame · Venturini · Warbasse · Delphis (stagiair) · Gautherat (stagiair) · Tronchon (stagiair)
Baudin · Berthet · Bonnamour · Bouchard · Cherel · Cosnefroy · Dewulf · Gall · Gautherat · Godon · Hänninen · Labrosse (Vanaf 1/8) ·  Lapeira · L. Naesen · O. Naesen · O'Connor · A. Paret-Peintre · V. Paret-Peintre · Peters · Prodhomme · Raugel · Retailleau · Sarreau · Schär · Touzé · Tronchon · Van Avermaet · Vendrame · Venturini · Warbasse · Chaussinand (stagiair) · Veistroffer (stagiair) · Verschuren (stagiair)
Armirail · Baudin · Bennett · Berthet · Boasson Hagen · Bonnamour (tot 25/3) · Bouchard · Cosnefroy · De Bondt · De Pestel · Dewulf · Gall · Gautherat · Godon · Hänninen · Labrosse · Lafay ·  Lapeira · Naesen · O'Connor · A. Paret-Peintre · V. Paret-Peintre · Peters · Pollefliet · Prodhomme · Retailleau · Touzé · Tronchon · Vendrame · Warbasse